# Dimmi che non è un addio
Dimmi che non è un addio è un singolo del cantautore italiano Holden, pubblicato il 7 novembre 2023 come primo estratto dal secondo EP Joseph.

## Descrizione
Il brano è scritto e composto dallo stesso cantautore, che ha anche curato la produzione con Francesco Catitti, in arte Katoo.

## Promozione
Il brano è stato presentato in anteprima nel corso della ventitreesima edizione del talent show Amici di Maria De Filippi.

## Tracce
Testi e musiche di Joseph Carta.
1. Dimmi che non è un addio – 2:57

## Formazione
- Joseph "Holden" Carta – voce, tastiere, programmazione, produzione, missaggio
- Davide Solazzi – batteria
- Emyk – missaggio
- Francesco "Katoo" Catitti – produzione
- Jake Fine – chitarra

## Classifiche
| Classifica (2023) | Posizione massima |
| ----------------- | ----------------- |
| Italia            | 9                 |